# 3099 Hergenrother
A 3099 Hergenrother (ideiglenes jelöléssel 1940 GF) a Naprendszer kisbolygóövében található aszteroida. Yrjö Väisälä fedezte fel 1940. április 3-án.